# باکلان جزایر چتم

باکلان جزایر چتم (نام علمی: Leucocarbo onslowi)، که همچنین به عنوان باکلان چتم شناخته می‌شود، گونه‌ای از پرندگان تیرهٔ باکلان‌ها، یاکلانان (Phalacrocoracidae) است. این گونه بومی جزایر چتم نیوزلند است. برای مدت طولانی این گونه در سردهٔ باکلان‌های سیاه (Phalacrocorax) جای داشت. امروزه بیشتر در کنار دیگر باکلان‌های چشم‌آبی نیوزلند و قطب جنوب در سردهٔ باکلان‌های سفید (Leucocarbo) قرار می‌گیرد. نزدیکترین خویشاوند آن، باکلان اتاگو در جزیره جنوبی است.